# Mansbart Antal
Mansbart Antal (Tóváros, 1821. december 20. – Nagyigmánd, 1849. július 12.) római katolikus plébános.

## Gyermekkora
Tóvároson született, az akkori Öreg utca (ma Ady Endre) 4-es számú házban. Apja, Josefus Mansbart viaszöntő és mézesbábos mester volt. Anyja Anna Venusin. A két tanú Josefus Nailainer és felesége, Anna Tellesin a születési anyakönyvi kivonatban. A közeli kapucinus templomba gyermekként rendszeresen eljárt szentmisére. Tizennégy éves korában a szülei beíratták a hat osztályos tatai piarista gimnáziumba. 1839-ben tizenhét évesen fejezte be gimnáziumi tanulmányait. A papi pályát választotta. Győrben, a szemináriumban tanult tovább.

## Életpálya
Pappá szentelése után, 1843-ban először Győrbe, majd 1847-től a Vértes hegység lábánál levő katolikus és református lakosú faluba, Csákberénybe került fiatalon plébánosnak. A fiatal pap itt élte meg az 1848–49-es forradalom és szabadságharc mindennapjait. A győztes tavaszi hadjáratot, Buda visszafoglalását és a debreceni országgyűlés április 14-i döntését, mely kimondta Magyarország függetlenségét és a Habsburg–Lotaringiai-ház trónfosztását. Csákberényen Mansbart Antal a katolikus, Szikszai János pedig a református templomban kihirdette a függetlenségi nyilatkozatot. Néhány hónap múlva ezért Haynau megtorlásul Nagyigmándon, golyó általi halálra ítélte őket.
A szemtanú szavainak idézete a nagyigmándi római katolikus plébánia Historia domus-ából:
„…A ref lelkész Komáromba menekülvén, háza üresen maradt, ezért a cs.k. katonaság által fogháznak használtatott. Igen sokan, többnyire polgári rangból voltak ott elcsukva. Július 12-én korán regvel hozattak oda Mansbart Antal csákberényi plébános és Szikszai János csákberényi ref. lelkész. Kik rögtön halálra ítéltetvén még aznap 12 órára főbe lövettek. Nekem jutott azon nehéz kötelesség, s szegény plébánost halálra előkészíteni és végső óráiban vigasztalni. A plébános 27, a ref. lelkész 50 éves volt. Eleget könyörögtem Haynau előtt ezekért, de mind hasztalan volt…”

## Emlékezete
Emléktáblák szövege Csákberényben:
- A római katolikus templom külső falán fehér márvány emléktábla:

```
„Manszbarth

Antal

1821 – 1849

Római kat. plébános

községünk szabadságharcos

mártírja.”
```

- A csákberényi református templomban:

```
„Kivégeztettek a hazáért

1849. július 12-én

Szikszai János
 ref. lelkész

Manszbarth Antal rk. plébános.

Ige: A ti életetek el van

rejtve együtt a Krisztussal

az Istenben.

Kolossé 3. rész, 3. vers.”
```

- Két méter magas kőtömb, jobb felső sarkában faragott Kossuth-címer:

```
„
Szikszay János

ref. lelkész

Mansbarth Antal

róm. kat. plébános

halálának 150. évfordulóján

állíttatta

Csákberény
 Önkormányzata

1999
. júl. 12.
```

Az emlékművet készítette Máhr Ferenc kőfaragó.
- A csákberényi római katolikus templomban látható az 50x80 centiméteres fa-domborművet készítette: Sasvári János fafaragó. A dombormű címe: ”Szikszay János és Maszbarth Antal kivégzése Nagyigmándon, 1949-ben.”

Emléktáblák szövege Nagyigmándon:
- „A kivégzett két lelkipásztor emlékét a megye közössége 1908-ban a ref. templom melletti Vértanúk terén emlékoszloppal örökítette meg, ugyanakkor emléktáblával jelölték meg a lelkészlakást is.”

Az obeliszk felirata Nagyigmándon:
```
„
1849
. július 12-én

a magyar

szabadságért

Nagyigmándon

vértanúhalált

halt

Mansbart

Antal

és

Szikszay

János

lelkészek

emlékére.

Közadakozásból

emeltetett

a zsellérbirtokosok

által

átengedett területen.

Manglitza

Tata.”
```

- A nagyigmándi református parókián elhelyezett emléktábla szövege:

```
„Itt e helyen

halt vértanúhalált a hazáért és a szabadságért

1849. július 12-én

Mansbar Antal csákberényi katolikus

és 
Sziukszai János
 református lelkész

a zsarnoki önkény golyója testüket megölhette de szent emléküket nem,

 az közöttünk örökre élni fog.”
```

- Sírfelirat a nagyigmándi temetőben:

```
„Ezen emlékkő

Mansbart Antal

csákberényi
 plébánosnak,

aki 
1849
. július 12-én

életének 27. évében

agyonlövetett.

Közadakozásból emeltetett

1909
. július 12-én”
```

Emléktáblák szövege Tatán:
- A lebontott szülőház emléktáblája helyett, a Fényes Áruház felépítése után 1974-ben, az áruház lépcsőfeljárójának oldalfalában helyezték el:

```
„E ház helyén állt

a vértanú halált halt

Mansbarth Antal

szülőháza.

Kivégezték 
1849
. júl. 12-én

Nagyigmándon
.

Emlékét megőrizzük.

Városi Tanács V.B. 
Tata
.”
```

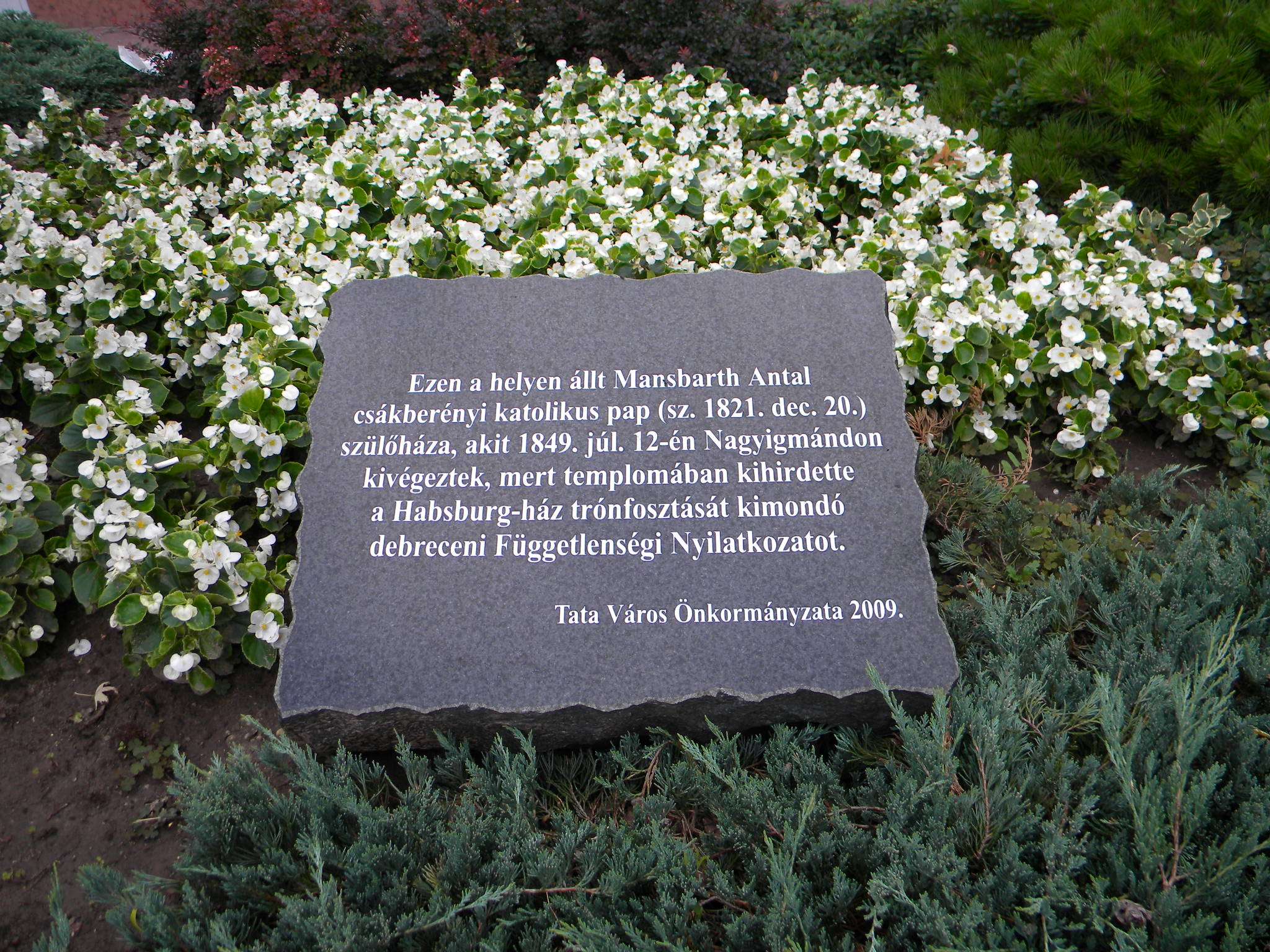
Mansbart Antal halálának 160. évfordulóján helyezték el az új emléktáblát Tatán, a lebontott ház és a járda közötti füves területen 2009-ben

- Halálának 160. évfordulóján a lebontott ház és a járda közötti füves területen helyezték el 2009-ben az új emléktáblát:

```
„Ezen a helyen állt Mansbarth Antal

csákberényi
 katolikus pap (sz. 1821. dec. 20.)

szülőháza, akit 
1849
. júl. 12-én 
Nagyigmándon

kivégeztek, mert templomában kihirdette,

a 
Habsburg-ház
 trónfosztását kimondó

debreceni 
Függetlenségi Nyilatkozatot
.

Tata
 Város Önkormányzata 
2009
.”
```

- Taksányi Sándor református lelkész javaslatára Nagyigmándon a Kereszt utcát az 1950-es évek elején Mansbart utcának nevezték el.
- Sobor Antal a Perelj, uram! című történelmi regényével állított emléket a két mártír csákberényi parókusnak; a művet később Szikora János rendező színpadra, majd filmre is adaptálta, utóbbit 2021-ben mutatták be Ítélet és kegyelem címmel.

## Az emléktáblákon szereplő szövegek forrása
- Polgármesteri Hivatal: 2942 Nagyigmánd, Kossuth Lajos utca 2.
- Református Lelkész Hivatal: 8073 Csákberény, Bajcsy-Zsilinszky utca 14.
- Római Katolikus Plébánia: 8073 Csákberény, Kossuth Lajos utca 1.

## Egyéb
A Szent Kereszt Római Katolikus Plébánián (2890 Tata, Kossuth tér 15.) őrzik Mansbart Antal születési anyakönyvi kivonatát.